# Jerzy Łaszewski
Jerzy Łaszewski (Łaszczewski) herbu Szeliga (zm. w 1781 roku) – podwojewodzi sanocki w latach 1764-1765, łowczy sanocki w latach 1769-1770, wojski sanocki w latach 1768-1769, miecznik sanocki w latach 1766-1768, wojski mniejszy sanocki w latach 1765-1766, sędzia kapturowy ziemi sanockiej w 1764 roku.